# 市川まん
市川 まん（いちかわ まん、1869年2月25日〈明治2年1月15日〉 - 1977年〈昭和52年〉5月27日）は、山形県在住の長寿の女性。

## 人物
南陽市で農業を営み17歳の時、23歳の龍蔵と結婚。龍蔵は1923年に死去した。子供はなく晩年は養子、養女の孫らと暮らしていた。1977年5月25日、中山イサの死去に伴い、存命者の日本最高齢となる。1977年5月27日、108歳と91日で死去。日本最高齢となった僅か2日後のことであった。